# 斯特羅內塔 (加利福尼亞州)
斯特羅內塔（英語：Stornetta）是位於美國加利福尼亞州門多西諾縣的一個非建制地區。該地的面積和人口皆未知。

## 地理
斯特羅內塔的座標為38°56′50″N 123°42′09″W / 38.94722°N 123.70250°W，而該地的平均海拔高度為20米（即66英尺）。